# Magnolia gustavii
Magnolia gustavii là một loài thực vật có hoa trong họ Magnoliaceae. Loài này được King mô tả khoa học đầu tiên năm 1891.